# John Canaday
Pour les articles homonymes, voir Canaday.
John Canaday, né le 1er février 1907 à Fort Scott au Kansas et mort le 19 juillet 1985 à New York, est un écrivain américain, critique d'art et critique gastronomique, auteur de roman policier sous le nom de plume Matthew Head.

## Biographie
Après des études à l'université du Texas à Austin et à l'université Yale, il enseigne l'histoire de l'art à l'université de Virginie de 1938 à 1950. Pendant la Seconde Guerre mondiale, il mène en 1943 une mission au Congo belge, puis est mobilisé dans les Marines jusqu'en 1945.
Il est directeur  du département des beaux-arts à l'université Tulane à La Nouvelle-Orléans de 1950 à 1952, puis directeur du Philadelphia Museum of Art jusqu'en 1959. Il devient critique d'art au New York Times et publie des ouvrages consacrés à l'histoire de la peinture. Pour le même journal, il est également critique gastronomique et publie en 1972 un guide gastronomique de New York, The New York Guide to Dining out in New York.
Sous le pseudonyme de Matthew Head, il publie en 1943 un premier roman The Smell of Money. En 1945, il commence une série de quatre romans avec pour personnage principal le docteur Marie Finney, missionnaire médicale en Afrique. Son seul roman traduit en français Nature morte (The Accomplice) ne fait pas partie de cette série.

## Œuvre

### SérieMary Finneysignée Matthew Head
- The Devil in the Bush, 1945
- The Cabinda Affair, 1948
- The Congo Venus, 1950
- Murder At the Flea Club, 1957

### Autres romans signés Matthew Head
- The Smell of Money, 1943
- The Accomplice, 1947
  - Nature morte, Série blême no 13, 1950
- Another Man's Life, 1953

### Ouvrages sur la peinture signés John Canaday
- Metropolitan Seminars in Art, 1958
- Mainstreams of Modern Art : David to Picasso, 1959
- The Intelligent Woman's Guide to Art, 1959
- Embattled Critic : Views on Modern Art, 1962
- Keys to Art, 1962
- The Lives ot the Great Painters, (4 volumes), 1969
- The Artful Avocado : A Delightful and Definitive Handbook for the Gardner with an Indoor Specialty, 1973
- What Is Art ? : An Introduction To Painting, Sculpture, and Architecture, 1980
- Gold Dust, 1980

### Guide gastronomique signé John Canaday
- The New York Guide to Dining out in New York, 1972 (révisé en 1976)